# Maribel Alonso
María Isabel Alonso Gómez (Madrid, 3 de juny de 1927), més coneguda com a Maribel Alonso, és una actriu espanyola de ràdio, molt famosa especialment entre 1941 i 1955. Va formar part del primer quadre d'actors de Radio Madrid, juntament amb Teófilo Martínez i Carmita Arenas, entre d'altres. Va ser elegida en unes proves que van fer-se és 1941, quan encara no havia fet catorze anys.
Va actuar sobretot sota la direcció d'Antonio G. Calderón i amb obres de Guillermo Sautier Casaseca en radionovel·les, teatre de l'aire i diverses sèries i programes. El 1954 va rebre un Premi Ondas a la millor actriu de Madrid. Segons Lorenzo Díaz, aquell mateix any va presentar el programa Cruzada del Rosario en Familia, amb Francisco Rabal.
A més de la seva activitat com a actriu de ràdio, va fer molts recitals poètics i va actuar en algunes pel·lícules, com ara Pototo, Boliche y Compañía (1948) i Agua sangrienta (1954). També va fer teatre i doblatge.
Ja casada, va viure algun temps al Marroc i a Ceuta i el 1957 la parella es va establir a Sant Sebastià. on Alonso va treballar a Radio San Sebastián dirigint durant uns anys un programa de tipus magazine dirigit a les dones. I en algunes ocasions va viatjar a Madrid per enregistrar algunes radionovel·les.